# Binley Woods
Binley Woods – wieś w Anglii, w hrabstwie Warwickshire, w dystrykcie Rugby. Leży 18 km na północny wschód od miasta Warwick i 133 km na północny zachód od Londynu. W 2001 miejscowość liczyła 2607 mieszkańców.